# Lorenzo Alcaraz Segura
Lorenzo Alcaraz Segura (mort a Mèxic l'any 1973) va ser un matemàtic i professor espanyol. Es va exiliar a Mèxic després de la Guerra Civil espanyola, i allí va ser cofundador, secretari, administrador, director (1957-1973) i professor de l'Academia Hispano-Mexicana, centre laic i coeducatiu fundat el 1940 i on s'impartien classes de secundària i preparatòria, enginyeria en les seues diverses rames i arquitectura.

## L'Acadèmia
Oferia els serveis de secundària, preparatòria, laboratoris, tallers, biblioteca, servei mèdic, internat, mig internat, residència per a estudiants, etc. i en el seu primer any comptava amb quasi 200 alumnes, la major part d'ells espanyols. A l'acadèmia també van acudir els fills de molts mexicans, entre ells fills de polítics i intel·lectuals que simpatitzaven amb les idees lliberals de l'acadèmia. A mitjans dels anys 1970, l'Academia va poder obrir la seua pròpia universitat amb les carreres d'Economia, Sociologia, Història, Dret, Administració, Turisme, Legislació Fiscal amb quatre rames: Duanes, Relacions Internacionals, Crèdit i Finances i Llicenciatura d'Assegurances.

## Obres
- Los niños (un libro para los grandes): consideraciones sobre la primera educación y la primera instrucción Cáceres: s. n., 1923 (Imprenta Moderna)
- Cálculos financieros. Mèxic: Fondo de Cultura Económica, 1958.
- Cálculos mercantiles (amb Miguel A. Miranda). Mèxic: Fondo de Cultura Económica, 1954.